# ニュルブルク
ニュルブルク（Nürburg）は、ドイツのラインラント＝プファルツ州アールヴァイラー郡にある町村である。その地にある、中世盛期に建てられた城砦であるニュルブルク城から、その地名が付けられている。ニュルブルクという名前は、ラテン語で黒という意味の"niger"（フランス語の"noir"と同じ意味）と、ドイツ語で城を意味する" burg"に由来する。その城は玄武岩から作られていて、いつも黒く見える為である。ニュルブルクという地名は、24kmにも及ぶコースを持つニュルブルクリンクというサーキットがあることで、世界的に有名である。F1グランプリには、5.1kmのGPコースが使われる。
ニュルブルク城は、「ラインラント＝プファルツ州で一番標高の高い城」として知られており、晴天の日にはケルン大聖堂の尖塔を眺めることもできる。

## 地理
アイフェルと呼ばれるドイツ西部からベルギー東部にかけて広がる比較的標高の低い山地帯の中で、ニュルブルクの村落がある山は二番目に標高の高い丘陵としてそびえ立っている(標高678m)。その城と丘陵が織りなす景色は、アイフェルの独特の景観と見なされている。ニュルブルク城はアイフェルにある重要な城砦のひとつであり、この地に城を築く重要性は、軍事的知識がなくても容易に推察できる。最古の築城がいつなのかは定かではない。その丘陵を指す記述として文献上に登場したのは954年に"Mons Nore"（黒い山）と書かれたものがある。その記述は、当時の封建貴族らの領地の境界を明らかにして分ける重要な指標として登場したものである。ニュルブルクの地名は"Mons Nore"に由来すると考えられる。その地の黒い火山性玄武岩を使用して築城されたニュルブルク城がたいてい暗い色をたたえて見えることから、ニュルブルクの地名が定着していったものと思われる。

## 歴史

### 先史時代と中世
ニュルブルク城の歴史の起源は、はっきりしない。古代ローマ時代の砦に替わって築かれたという推論については、何も証明するものがない。古代ローマの貨幣の発見は、充分な証拠とは言えない。ローマ皇帝ネロの名前の綴りの"Nero"との名前の近似性から、彼が砦として築いたのが始まりだという一つの伝説まで生み出している。ほかの考えでは、古代に城の周りの土地に居住した者の墳丘墓の事実を示すものだという。
郷土史家は、アレ伯テオドリック1世（没年：1132年）がアーデナウから避難先の宮廷を置く城として、この地を選んだという見方をしている。テオドリック1世の息子のウルリッヒ・フォン・アレは、自らをニュルブルク伯と称している。あくまで推論の域を出ないが、ウルリッヒはおそらく本格的にこの城の築城に取り掛かったであろうと思われる。
アレ伯の一族が9世紀より代々領有してきたアレ城はアルテンアールにあるが、ニュルブルク城はアレ城の南方20kmに位置する。10世紀にニュルブルクに村落が出来ると、彼らはその地の領有権を主張した。歴代のアレ伯は、高地アイフェルとアール(Ahr)川の上流の地域、特にアーデナウとニュルブルクとアルテンアールの間の地域を権力基盤として、独立した勢力を築いていた。アレ伯家はいくつかの家系に分かれたが、ニュルブルクの村落についてはアレ＝ホッホシュターデン家が領有することとなった。
ウルリッヒ・フォン・ニュルブルク伯とニュルブルクを結び付ける記述が最初に文献に登場するのは1169年の箇所である。彼は自らの責任においてニュルブルク城の築城を行なっている。文献は1166年の記述から始まっているが、その中でアレ城とニュルブルク城について触れた箇所は、ケルン大司教がウルリッヒとその家門の者に授与したという文脈で語られている。ウルリッヒとその子孫は自らをニュルブルクとアレの支配者であり、ケルン大司教とホーエンシュタウフェン家の封臣だと称していた。アレ＝ホッホシュターデン家はケルン大司教の就任者を輩出したこともあり、アレ＝ホッホシュターデン家とケルン大司教の両者の結び付きは強かった（例：コンラート・フォン・ホッホスターデン）。
1290年、アレ＝ホッホシュターデン家が断絶して、ケルン大司教にニュルブルク城とニュルブルクの領有権が（アレ＝ホッホシュターデン家に領有権を授与していた為に、それまでは形式的に領有権が留保され続けていたという建前的意味ではなく、実質的な意味において）移った。大司教は代官を任命して統治に当たらせた。

### 近世以降
神聖ローマ帝国内でカトリックと新教派（プロテスタント）が争った三十年戦争中の1633年、新教派のスウェーデン軍によりニュルブルク城は占領された。城は荒らされて損害を受けた。
1689年、ついにフランス兵によって城は破壊された。破壊から逃れた場所と城の塔は1752年まで監獄として使用されるようになり、その他の場所ももはや本来の本来の目的用途では使われなかった。城としての機能は打ち捨てられ、単なる採石場として使われた。
1818年にプロイセンが三角測量を用いて城の塔の高さを計測する為に修復し、塔の標高が678ｍであることが判明した。この作業の過程で城の外郭は取り壊された。今日では、残された城壁の跡だけが、外郭が当時存在していたことを伝えてくれるのみである。
1846年から78年にかけて、城の修復が始まり、主塔がリニューアルされた。石の階段は塔の中に作られ、一番上のアーチ式天井はアイフェル山脈全体を見晴らせるように再建された。1871年には、城の正門と内郭が今日見られるような形に完璧に復元され、ありふれたおとぎ話に出てくるような城壁のてっぺんにある円錐状のデザインも完成した。
1949年に、城の所有権がラインラント＝プファルツ州に委譲された。

## スポーツ
国際的知名度が高いニュルブルクリンク・サーキットがニュルブルク城の周囲を取り囲むようなレイアウトで存在する。ほかに、町村の北西に42ｍのスキージャンプ台が存在する。

## ギャラリー

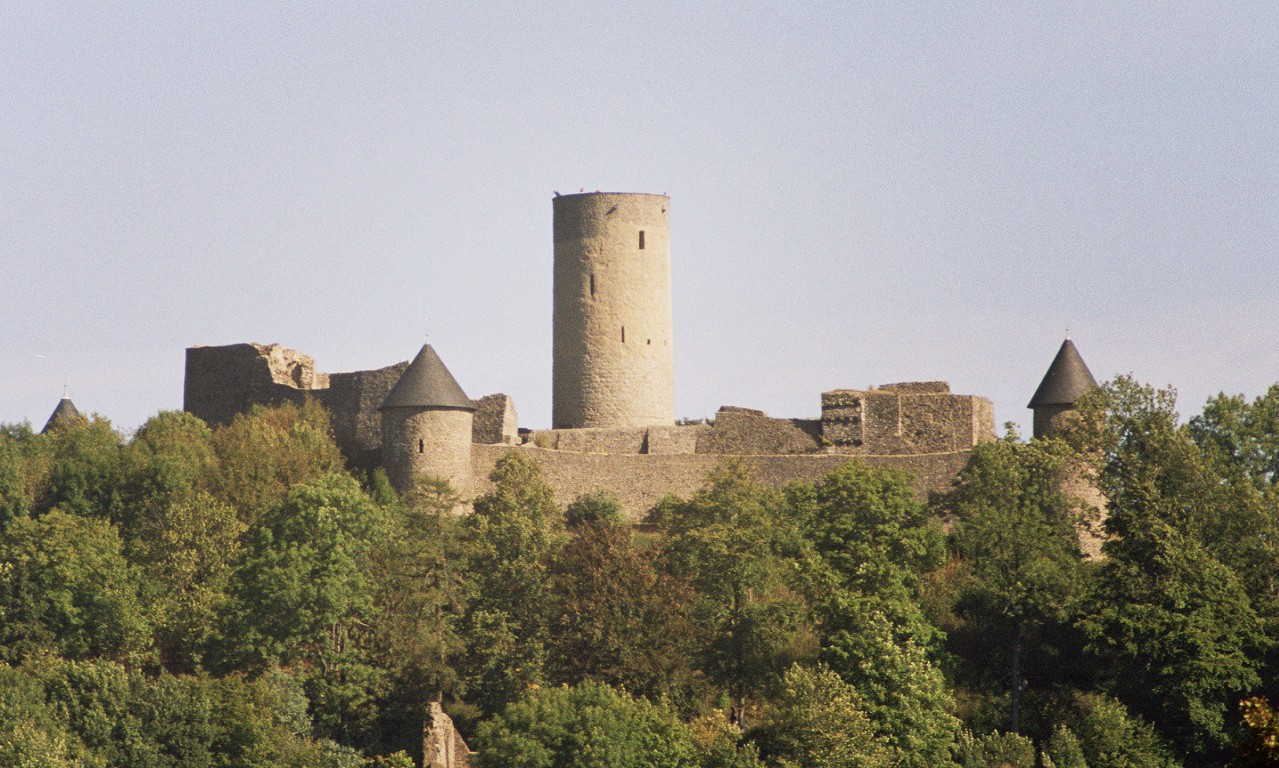
ニュルブルク城
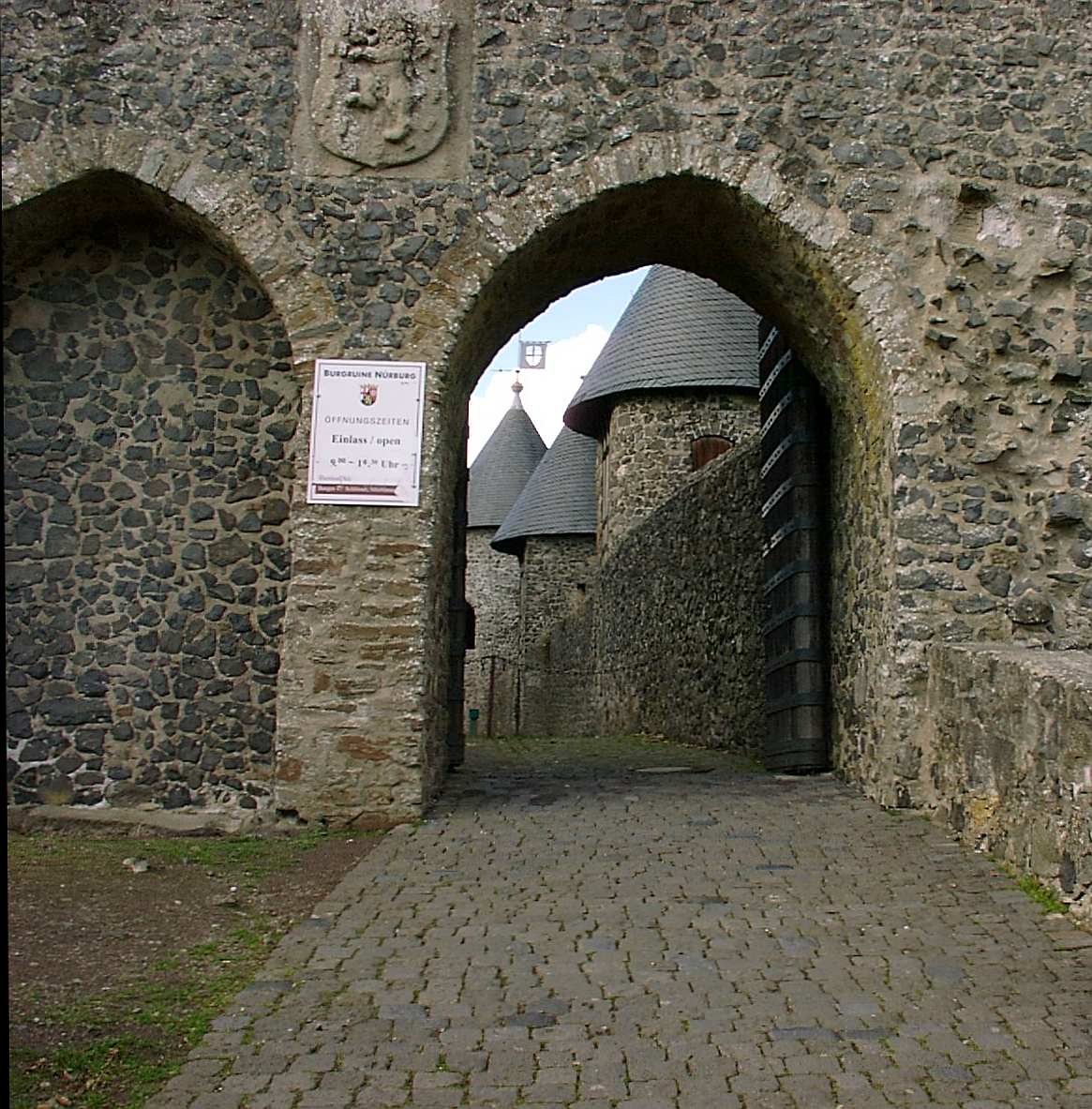
ニュルブルク城の入り口
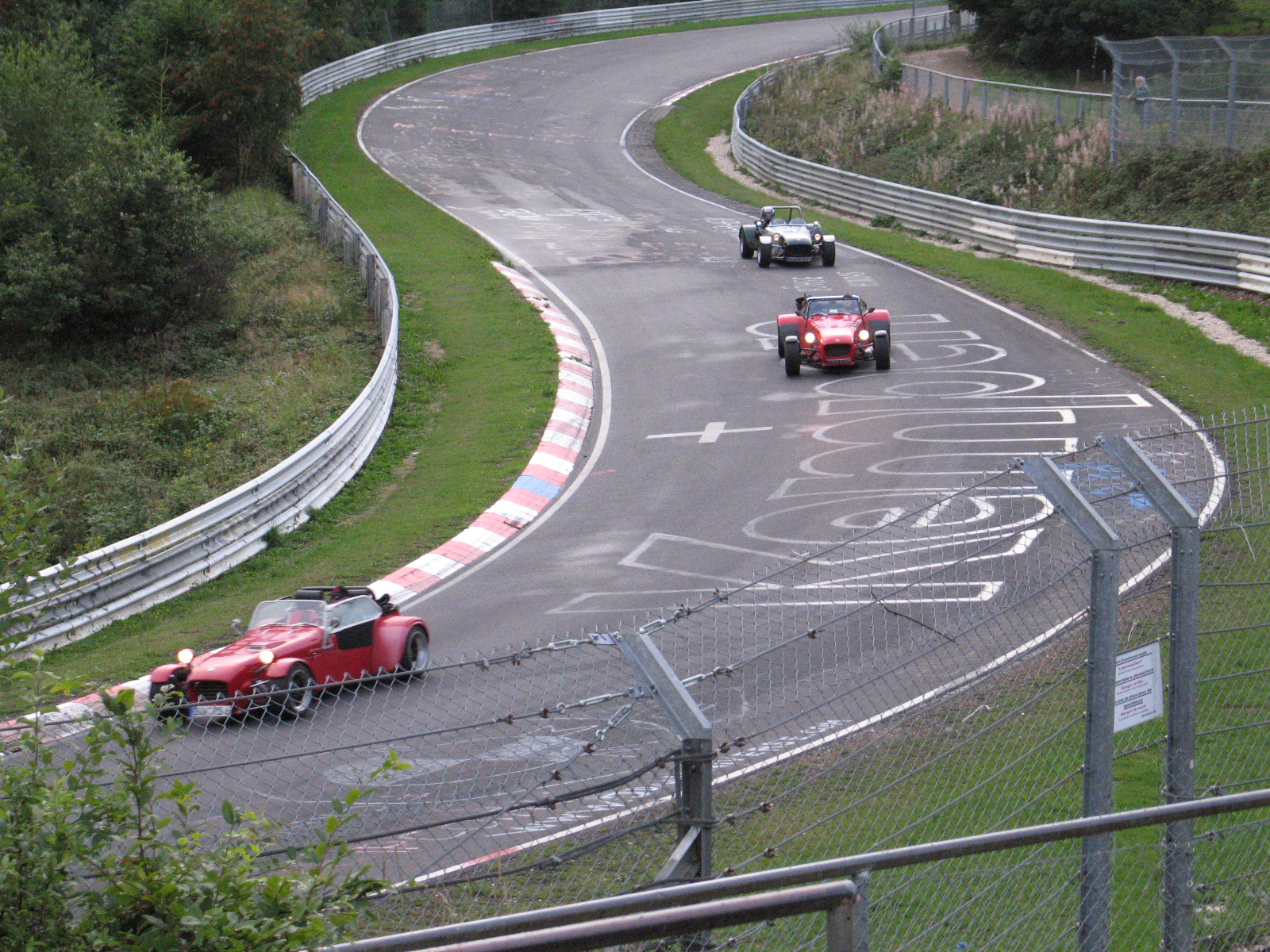
ニュルブルクリンク・サーキットの近景